# Courtenay (Dakota del Norte)
Courtenay es una ciudad ubicada en el condado de Stutsman en el estado estadounidense de Dakota del Norte. En el censo de 2010 tenía una población de 45 habitantes y una densidad poblacional de 39,13 personas por km².

## Geografía
Courtenay se encuentra ubicada en las coordenadas 47°13′28″N 98°34′7″O / 47.22444, -98.56861. Según la Oficina del Censo de los Estados Unidos, Courtenay tiene una superficie total de 1.15 km², de la cual 1.15 km² corresponden a tierra firme y (0%) 0 km² es agua.

## Demografía
Según el censo de 2010, había 45 personas residiendo en Courtenay. La densidad de población era de 39,13 hab./km². De los 45 habitantes, Courtenay estaba compuesto por el 100% blancos, el 0% eran afroamericanos, el 0% eran amerindios, el 0% eran asiáticos, el 0% eran isleños del Pacífico, el 0% eran de otras razas y el 0% pertenecían a dos o más razas. Del total de la población el 0% eran hispanos o latinos de cualquier raza.